# Anastasios Metaxas
Anastasios Metaxas (in greco Αναστάσιος Μεταξάς?; Atene, 27 febbraio 1862 – Atene, 28 gennaio 1937) è stato un architetto e tiratore a segno greco.

## Biografia
Metaxas fu l'architetto, scelto da George Averoff, per ridisegnare e restaurare lo Stadio Panathinaiko in occasione dei Giochi della I Olimpiade di Atene del 1896.
Partecipò anche come sportivo a queste Olimpiadi, in due gare di tiro a segno, nella carabina libera e in quella carabina militare. In entrambe si piazzò quarto, con un punteggio di 1.102 nella prima e di 1.701 nella seconda.
Nel 1906, partecipò ai giochi olimpici intermedi, vincendo una medaglia d'argento nella fossa olimpica colpo doppio
Metaxas vinse una medaglia di bronzo alle Olimpiadi di Londra del 1908, nella fossa olimpica, colpendo 57 bersagli su 80.
Ai giochi olimpici di Stoccolma del 1912 si classificò quarto nella fossa olimpica e 35° nella Pistola rapida 25m.
Come architetto, egli progettò l'espansione dell'ala est del Museo archeologico nazionale di Atene.